# Kết thúc (văn học)
Kết thúc (tiếng Pháp: dénouement) còn gọi là mà nút là một trong những thành phần của cốt truyệnthường tiếp theo ngay đỉnh điểm, đảm nhiệm chức năng thể hiện tình trạng cuối cùng của xung đột được miêu tả trong tác phẩm.
Ví dụ: Phần kết thúc của Truyện Kiều là cảnh đoàn viên của Kiều với Kim Trọng và gia đình sau mười lăm năm xa cách.
Những phần kết thúc của các tác phẩm cụ thể hết sức đa dạng. Có kết thúc đánh dấu sự giải quyết trọn vẹn xung đột được miêu tả trong tác phẩm (chẳng hạn, kịch bản Rô-mê-ô và Giuy-li-ét của Sếch-xpia kết thúc bằng cái chết bi thảm của đôi thanh niên nam nữ, dẫn đến sự dàn hòa giữa hai dòng họ Mông-tê-ghiu và Ca-piu-lét), lại có kết thúc tuy đánh dấu sự xoá bỏ tính cách và số phận của nhân vật, nhưng mâu thuẫn vẫn có thể tiếp tục căng thẳng hoặc chưa bị xóa bỏ (chẳng bạn, kết thúc củaTắt đèn, của Truyện Kiều).